# 6. armáda (Wehrmacht)
6. armáda Wehrmachtu byla německá polní armáda, která se zapojila do bitev 2. světové války. Je známá především svou účastí při bitvě u Stalingradu, při které byla nakonec zničena.

## Historie
6. armáda vznikla 10. října 1939 přejmenováním 10. armády na 6. armádu. Do 1. ledna 1942 ji vedl generál Walter von Reichenau, poté do 31. ledna 1943 generál Friedrich Paulus. 6. armáda byla obnovena 5. března 1943. Byla zapojena do bojů na Ukrajině, v Rumunsku a Maďarsku. Zbytky 6. armády se vzdaly americkým jednotkám v Rakousku 9. května 1945.

### Západní fronta
V době útoku na Polsko měla za úkol strážit západní hranice Říše před případnými útoky ze západu. Poté se účastnila útoku na Nizozemsko a Francii, kde zůstala dislokována až do května 1941.

### Operace Barbarossa
6. armáda byla na jaře 1941 přesunuta na východ, kde se měla zúčastnit tažení proti SSSR. Zde operovala v rámci vojsk skupiny armád Jih. Během postupu přes Bilou Cerkvu se vojáci armády stali svědky vraždění Židů. Když nad touto činností vyjádřili někteří důstojníci v čele H. Groscurthem pohoršení, byli velitelem armády von Reichenauem tvrdě odmítnuti a kritizováni. Za první měsíc tažení se armáda probojovala z oblasti Haliče a Volyně k řekám Bug a Styr. Později pronikla k Dněpr, vybudovala zde předmostí na jeho východním břehu a zúčastnila se bojů o Kyjev. V říjnu dosáhla řek Doněc a Psjol.
Krátce po povýšení generálem polním maršálem zemřel Walter von Reichenau, když byl převážen do nemocnice po infarktu. Byl nahrazen svým náčelníkem štábu Friedrichem Paulusem. Pod jeho vedením, vybojovala výrazně posilněná 6. armáda na jaře 1942 bitvu o Charkov.

### Bitva o Stalingrad

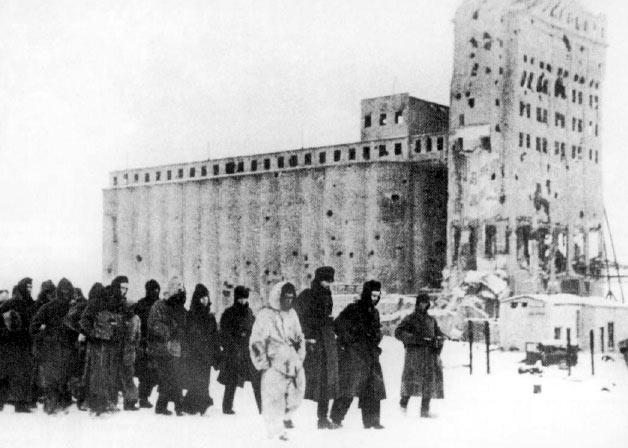
Němečtí zajatci pochodující před budovou obilného sila ve Stalingradu

Průběh bitvy o Charkov rozhodl nasazení armády do bitvy u Stalingradu. 13. července 1942 proběhla reorganizace skupiny armád Jih. 6. armáda byla podřízena velitelství Skupiny armád B maršála Maximiliana von Weichse. Skupina armád B měla za úkol prekročit Volhu a dosáhnout pobřeží Kaspického moře u města Astrachaň. Taktika bleskové války zde však selhala a Němce u Stalingradu zastavil silný odpor sovětských vojsk. Boje se prodlužovaly a Friedrich Paulus byl nucen nasadit do bojů ve městě všechny svoje zálohy. Ke krytí jeho roztažených křídel, která na jihu sahala hluboko do stepi a na severu se táhla podél řeky Don, byly nasazeny slabé rumunské a maďarské jednotky. 17. října 1942, v období vrcholících bojů ve městě měla armáda 17 divizí, s asi 334 000 muži. Během pouličních bojů v oblasti Stalingradu 6. armádu zastihla zima a nedostatečný přísun zásob, který dlouhodobě vázl v důsledku přetíženosti železničních tratí.
19. listopadu 1942 tvořil 6. armádu:
VIII. sbor: 76. a 113. pěší divize
XI. sbor: 44. (rakouská), 376. a 384. pěší divize
XIV. tankový sbor: 3. a 60. motorizovaná a 16. tanková divize
LI. sbor: 71., 79., 94., 295., 305. a 389. pěší, 100. horská divize (bez 54., 83 a 227. pluku a chorvatského 369. pluku) a 14. a 24. tanková divize
IV. sbor: 29. motorizovaná, 297. a 371. pěší divize
Jednotky podřízené vrchnímu velení (Oberkommando des Heeres): 51. a 53. minometný pluk, 2. a 30. raketometný pluk, 4., 46., 64. a 70. dělostřelecký pluk, 54., 616., 627. a 849. dělostřelecký pluk, 49., 101. a 733. samostatná dělostřelecká divize, 6. a 41. samostatný ženijní prapor. Během bojů byla ze sovětských zajatců zformována pomocná divize (tzv. hilfswilliger) „von Stumpfeld“.
Po vážných strategických chybách německého velení shromáždila Rudá armáda dostatek záloh a 19. listopadu 1942 přešla do protiofenzívy. Po útoku sovětských vojsk se 6. armáda dostala do obklíčení. Paulus urychleně zorganizoval obranu a zajistil týl před úplným zhroucením pod tlakem sovětských průlomů. Armáda více než dva měsíce vázala početné sovětské síly, ale od druhé poloviny ledna 1943 se nacházela v natolik špatném stavu, že přestávala klást efektivní odpor. Paulus se se svým štábem vzdal 31. ledna 1943. Zbytky XI. sboru pod velením Karla Streckera byly obklíceny v Stalingradském traktorovém závodě a kladly odpor ještě následující tři dny – do 2. února 1943. I když to nebyl definitivní konec 6. armády, byla to nejhorší porážka, jakou do té doby Německo ve válce utrpělo. Do zajetí upadlo asi 91 000 vojáků, z nichž většina byla ve zlém fyzickém stavu v důsledku podvýživy. Poté, co propukl v zajateckých táborech skvrnitý tyfus, asi polovina z nich do následujícího jara zemřela. Následný dlouhodobý pobyt v zajetí přežilo jen kolem 5 až 6000 z nich.

### Reforma a bitvy na východní frontě
Ještě během bitvy u Stalingradu byl započat proces formování nové 6. armády. Její jádro tvořili vojáci, evakuovaní ze Stalingradu, nebo ti, jimž nebylo umožněno návrat domů z dovolenek, poté, co se armáda ocitla v obklíčení, její podstatnou část též tvořily jednotky armádní skupiny Hollidt. Oficiálně vznikla 5. března 1943, velel jí generál Karl Adolf Hollidt. Zúčastnila se bojů na Ukrajině a v Rumunsku a znovu utrpela porážku u Kišiněva. 6. armáda tak byla jedinou německou armádou, která byla třikrát zničena v obklíčení. V tomto období se v jejím velení dvakrát vystřídali K. A. Hollidt s generálem de Angelisem.
V říjnu 1944 se 6. armádě podařilo v bitvě o Debrecín obklíčit a zničit tři sovětské tankové sbory. V této době se pod velení 6. armády dostala i maďarská 2. armáda a pod vedením Maximiliana Frettera-Pica, známá jako Armeegruppe Fretter-Pico (armádní skupina Fretter-Pico). Tyto jednotky se zúčastnily bitvy o Budapešť a operace Konrad, což byl protiútok v oblasti jezera Balaton, jehož cílem bylo prorazit obklíčení Budapešti. Operace však nebyla úspěšná a do konce března 1945 jednotky 6. armády ustoupily do blízkosti Vídně, kde se pokoušely zastavit vídeňskou operaci a byly nuceny ustupovat dále na západ. Armáda, které od 23. prosince 1944 velel generál Hermann Balck, se vzdala americkým jednotkám armádě 9. května 1945.